# 실비아 치바스
실비아 치바스(스페인어: Silvia Chivás, 1954년 9월 10일 ~ )는 전 쿠바의 육상 선수이다.
관타나모에서 태어난 치바스는 17세의 나이로 칼리에서 열린 팬아메리칸 게임에서 100m 동메달을 따고, 동료 선수들과 400m 릴레이 은메달을 땄다.
1972년 뮌헨 올림픽에서 그녀는 100m 동메달을 따며 11.18초의 기록과 함께 첫 라운드에서 세계 주니어 기록을 깼다. 400m 릴레이에서 동료 선수들 마를레네 엘레하르데, 카르멘 발데스, 풀겐시아 로마이와 함께 또 다른 동메달을 획득하였다.
1975년 팬아메리칸 게임에서 다시 릴레이 은메달을 땄다. 1977년 세계 학생 대회에서 100m 동메달과 200m 금메달을 획득한 치바스는 100m 준결승전에서 11.16초로 자신의 국내 기록을 낮추었다. 그해에 22.85초로 200m의 국내 기록을 세우기도 하였다.
1978년 중앙아메리카-카리브해 경기에서 100m/200m 경주와 400m 릴레이의 금메달을 획득하였다.
1979년 팬아메리칸 게임에서 릴레이 동메달을 끝으로 25세 밖에 안된 나이에 은퇴하였다.